# Сомарива дел Боско
Сомарива дел Боско (итал. Sommariva del Bosco) је насеље у Италији у округу Кунео, региону Пијемонт.
Према процени из 2011. у насељу је живело 5685 становника. Насеље се налази на надморској висини од 267 м.

## Становништво
Према резултатима пописа становништва 2011. у општини је живело 6.394 становника.
| 1931. | 1936. | 1951. | 1961. | 1971. | 1981. | 1991. | 2001. | 2011. |
| ----- | ----- | ----- | ----- | ----- | ----- | ----- | ----- | ----- |
| 5.425 | 5.018 | 5.282 | 5.299 | 5.424 | 5.787 | 5.884 | 5.779 | 6.394 |